# Las Acequias (Venezuela)
Pour les articles homonymes, voir Acequias et Las Acequias.
Las Acequias est une localité de la paroisse civile d'Andrés Bello de la municipalité d'Antonio José de Sucre dans l'État de Barinas au Venezuela.